# Sachseln
Sachseln (toponimo tedesco) è un comune svizzero di 5 294 abitanti del Canton Obvaldo.

## Geografia fisica
Il territorio di Sachseln si estende sulla sponda meridionale del lago di Sarnen.

## Storia
Il comune politico è stato istituito nel 1850.

## Monumenti e luoghi d'interesse
- Chiesa parrocchiale cattolica di San Teodulo, eretta nel 1672-1684, con sepoltura di san Nicola di Flüe[3];
- Campanile dell'antica chiesa dei Santi Teodulo e Maurizio, eretta nel XII-XIII secolo e attestata dal 1275[3];
- Edificio scolastico, costruito nel 1868 e ampliato nel 1958 e nel 1973 con un edificio di Ernst Studer[3].

## Società

### Evoluzione demografica
L'evoluzione demografica è riportata nella seguente tabella:
Abitanti censiti

## Economia

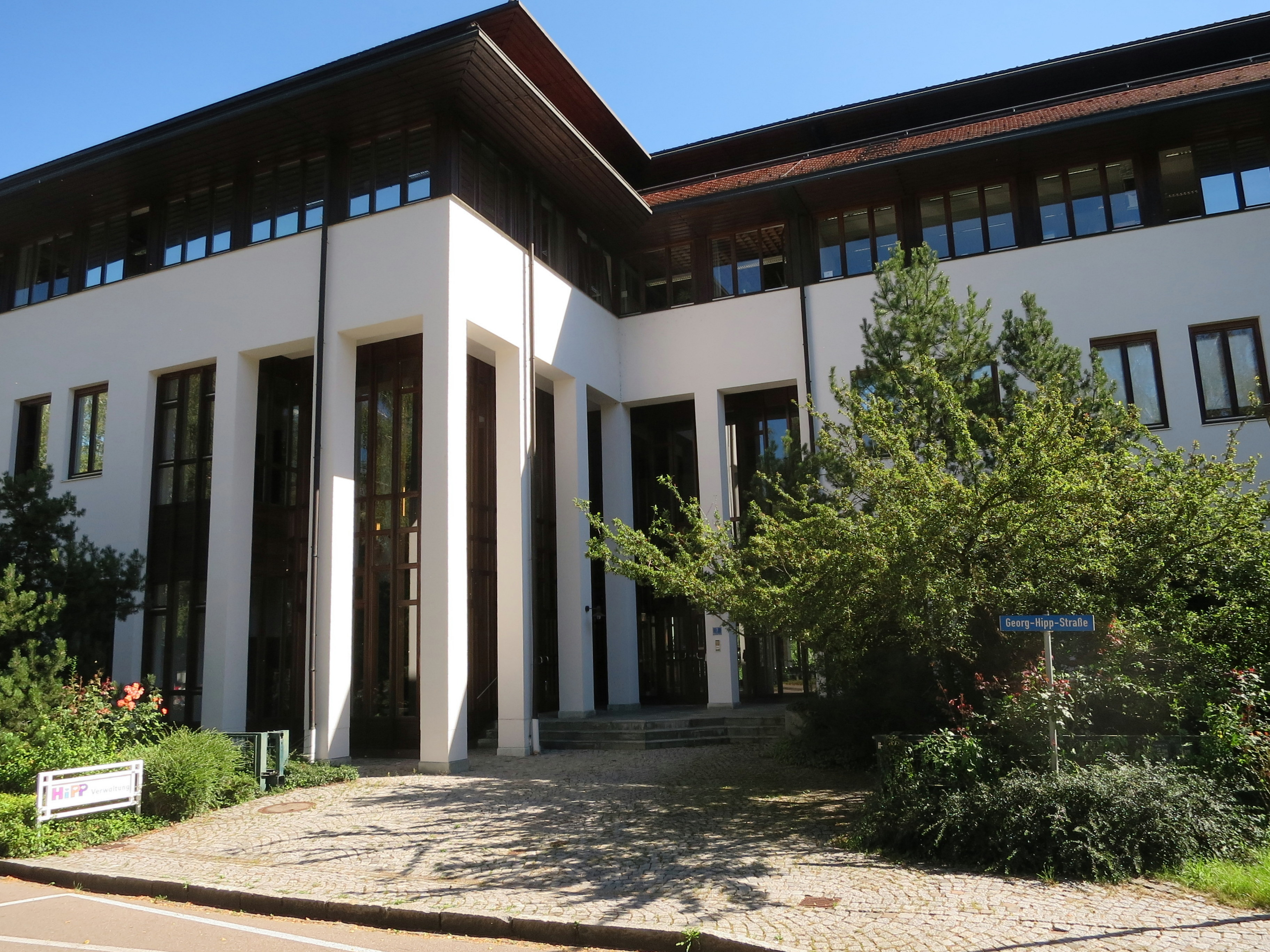
La sede dell'azienda alimentare Hipp

L'economia locale si basa prevalentemente sul settore secondario (artigianato e industria alimentare e metalmeccanica).

## Infrastrutture e trasporti
Sachseln è servito dall'uscita di Sarnen Süd/Sachseln sull'autostrada A8, dalla strada principale 4 e dall'omonima stazione e da quella di Ewil Maxon sulla ferrovia del Brünig (linea S55 della rete celere di Lucerna).